# Unterseeboot 315
Le Unterseeboot 315 (ou U-315) est un sous-marin allemand (U-Boot) de type VII.C utilisé par la Kriegsmarine (marine de guerre allemande) pendant la Seconde Guerre mondiale.

## Construction
L'U-315 est un sous-marin océanique de type VII C. Construit dans les chantiers de Flender Werke AG à Lübeck, la quille du U-315 est posée le 7 juillet 1942 et il est lancé le 29 mai 1943. L'U-315 entre en service 1,5 mois plus tard.

## Historique
Mis en service le 10 juillet 1943, l'Unterseeboot 315 reçoit sa formation de base à Danzig en Pologne au sein de la 8. Unterseebootsflottille jusqu'au 28 février 1944, puis l'U-315 intègre sa formation de combat à Bergen en Norvège avec la 11. Unterseebootsflottille. À partir du 15 septembre 1944, l'U-315 intègre la 13. Unterseebootsflottille à Drontheim jusqu'à la fin de la guerre.
L'Unterseeboot 315 effectue onze patrouilles, toutes sous les ordres de l'Oberleutnant zur See Herbert Zoller, dans lesquelles il coule un navire marchand ennemi de 6 996 tonneaux, et endommage un navire de guerre ennemi de 1 370 tonnes au cours des 278 jours en mer qu'il effectua.
En vue de la préparation de sa première patrouille, l'U-315 quitte le port de Kiel le 17 février 1944 pour rejoindre, quatre jours plus tard, le port de Bergen en Norvège le 20 février 1944.
Le lendemain, le 21 février 1944, il quitte, pour sa première patrouille, Bergen pour Narvik qu'il rejoint dix-huit jours plus tard le 9 mars 1944.
Pour sa onzième patrouille, il appareille du port de Trondheim le 15 février 1945 pour y revenir 69 jours plus tard, le 24 avril 1945, après avoir coulé un navire marchand ennemi de 6 996 tonneaux, et endommagé un navire de guerre ennemi de 1 370 tonnes.
Le 8 mai, l'Allemagne nazie capitule et le lendemain, l'U-315 se rend aux forces alliées. Incapable de naviguer, l'U-315 n'est pas convoyé au Royaume-Uni pour subir le sort des autres U-Boote. Il est démoli sur place en Norvège en mars 1947.

## Affectations successives
- 8. Unterseebootsflottille à Danzig du 10 juillet 1943 au 28 février 1944 (entrainement)
- 11. Unterseebootsflottille à Bergen du 1er mars au 14 septembre 1944 (service actif)
- 13. Unterseebootsflottille à Drontheim du 15 septembre 1944 au 8 mai 1945 (service actif)

## Commandement
- Oberleutnant zur See Herbert Zoller du 10 juillet 1943 au 9 mai 1945

## Patrouilles
|       | Commandant           | Départ             | Départ          | Arrivée           | Arrivée      | Jours     | Succès  |
| ----- | -------------------- | ------------------ | --------------- | ----------------- | ------------ | --------- | ------- |
|       | Oblt. Herbert Zoller | 17 février 1944    | Kiel            | 20 février 1944   | Bergen       | 4 jours   |         |
| 1     | Oblt. Herbert Zoller | 21 février 1944    | Bergen          | 9 mars 1944       | Narvik       | 18 jours  |         |
| 2     | Oblt. Herbert Zoller | 23 mars 1944       | Narvik          | 10 avril 1944     | Narvik       | 19 jours  |         |
| 3     | Oblt. Herbert Zoller | 19 avril 1944      | Narvik          | 21 décembre 1944  | Bogenbucht   | 26 jours  |         |
|       | Oblt. Herbert Zoller | 25 mai 1944        | Bogenbucht (de) | 14 mai 1944       | Hammerfest   | 2 jours   |         |
| 4     | Oblt. Herbert Zoller | 30 mai 1944        | Hammerfest      | 10 juillet 1944   | Bergen       | 42 jours  |         |
| 5     | Oblt. Herbert Zoller | 28 août 1944       | Bergen          | 4 septembre 1944  | Narvik       | 8 jours   |         |
| 6     | Oblt. Herbert Zoller | 8 septembre 1944   | Narvik          | 26 septembre 1944 | Bogenbucht   | 19 jours  |         |
| 7     | Oblt. Herbert Zoller | 295 septembre 1944 | Bogenbucht      | 3 octobre 1944    | Hammerfest   | 5 jours   |         |
| 8     | Oblt. Herbert Zoller | 12 octobre 1944    | Hammerfest      | 10 novembre 1944  | Kilbotn      | 30 jours  |         |
|       | Oblt. Herbert Zoller | 19 novembre 1944   | Kilbotn         | 21 novembre 1944  | Skjomenfjord | 3 jours   |         |
| 9     | Oblt. Herbert Zoller | 21 novembre 1944   | Skjomenfjord    | 6 décembre 1944   | Harstad      | 16 jours  |         |
|       | Oblt. Herbert Zoller | 9 décembre 1944    | Harstad         | 12 décembre 1944  | Trondheim    | 4 jours   |         |
| 10    | Oblt. Herbert Zoller | 25 décembre 1944   | Trondheim       | 6 janvier 1945    | Trondheim    | 13 jours  |         |
| 11    | Oblt. Herbert Zoller | 15 février 1945    | Trondheim       | 24 avril 1945     | Trondheim    | 69 jours  | 8 366   |
| Total | Total                | Total              | Total           | Total             | Total        | 278 jours | 8 366 t |

Note : Oblt. = Oberleutnant zur See

### Opérations Wolfpack
L'U-315 a opéré avec les Wolfpacks (meute de loups) durant sa carrière opérationnelle.
1. Hartmut (23 février 1944 - 28 février 1944)
2. Boreas (28 février 1944 - 7 mars 1944)
3. Blitz (24 mars 1944 - 5 avril 1944)
4. Donner (5 avril 1944 - 9 avril 1944)
5. Keil (19 avril 1944 - 20 avril 1944)
6. Donner & Keil (20 avril 1944 - 3 mai 1944)
7. Trutz (3 mai 1944 - 13 mai 1944)
8. Grimm (31 mai 1944 - 6 juin 1944)
9. Trutz (6 juin 1944 - 28 juin 1944)
10. Zorn (29 septembre 1944 - 1er octobre 1944)
11. Grimm ( 1er octobre 1944 - 2 octobre 1944)
12. Panther (16 octobre 1944 - 6 novembre 1944)
13. Stier (29 novembre 1944 - 4 décembre 1944)

## Navires coulés
L'Unterseeboot 315 a coulé un navire marchand ennemi de 6 996 tonneaux, et endommagé un navire de guerre ennemi de 1 370 tonnes au cours des 11 patrouilles (265 jours en mer) qu'il effectua>.
| Date         | Nom             | Nationalité | Tonnage (GRT) | Convoi  | Fait                    |
| ------------ | --------------- | ----------- | ------------- | ------- | ----------------------- |
| 22 mars 1945 | Empire Kingsley | Royaume-Uni | 6 996         | TBC-103 | Coulé                   |
| 29 mars 1945 | HMCS Teme       | Canada      | 1 370         | BTC-111 | Endommagé - Irréparable |

### Source et bibliographie
- (en) Cet article est partiellement ou en totalité issu de l’article de Wikipédia en anglais intitulé « German submarine U-315 » (voir la liste des auteurs).
- Chris Bishop, historien militaire (trad. de l'anglais par Christian Muguet), Les sous-marins de la Kriegsmarine : 1939-1945 : le guide d'identification des sous-marins [« The spellmount submarine identification guide : Kriegsmarine U-boats 1939-1945 »], Paris, Éd. de Lodi, 2008, 192 p. (ISBN 978-2-84690-327-1, OCLC 470721805, BNF 41298980)